# Coll de Portus
El Coll de Portus és una collada situada a 1.739,1 metres d'altitud al límit dels termes comunals de Noedes i d'Oleta i Èvol, tots dos de la comarca del Conflent, a la Catalunya del Nord.
És un coll de muntanya situat a la zona occidental del terme de Noedes i al nord.est del d'Oleta i Èvol, dins de l'antic terme d'Èvol. És al sud-est del Pic de la Creu, a prop i al nord del Refugi de la Molina i al sud de l'Estany del Clot.